# Pjotr Iwanowitsch Dolgow

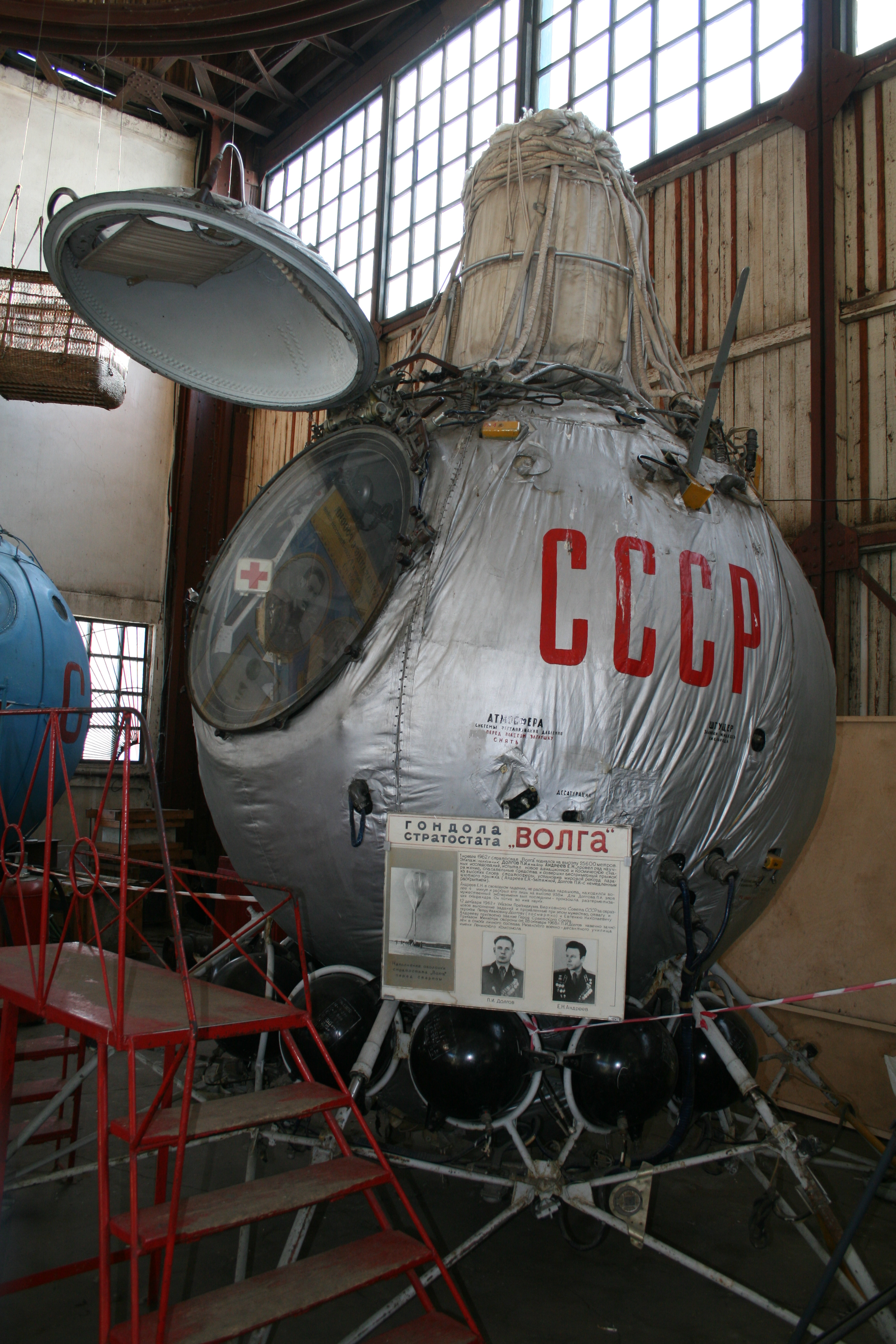
Gondel des Wolga-Ballons, Dolgow ist bei den kleinen Abbildungen links zu sehen.

Pjotr Iwanowitsch Dolgow (russisch Пётр Иванович Долгов; * 21. Februar 1920 in Bogojawlenskoje (heute Dolgowo), Gouvernement Pensa, Sowjetrussland; † 1. November 1962 über Wolsk, Sowjetunion) war ein sowjetischer Luftwaffenoffizier (letzter Dienstgrad Oberst), Fallschirmspringer und Raumfahrtpionier.

## Mitarbeit im Raumfahrtprogramm, Tod bei Stratosphärensprung
Dolgow konstruierte die Schleudersitze der sowjetischen Wostok-Raumkapsel. Er kam am 1. November 1962 beim gemeinsam mit Jewgeni Andrejew ausgeführten Stratosphärensprung aus einer Ballonkapsel über der sowjetischen Stadt Wolsk ums Leben. Wie ihr US-amerikanischer Konkurrent Joseph Kittinger testeten die beiden Luftwaffenoffiziere Druckanzüge, Ausstiegsvorrichtungen und Fallschirme für das bemannte Raumfahrtprogramm. Andrejew, der im Gegensatz zu Kittinger ohne Steuerfallschirm sprang, brach dabei dessen Rekord für Höhendistanz im Freifall. Bei Dolgow wurde beim Ausstieg aus der Kapsel der Druckanzug beschädigt, als sein Helm gegen die Kapsel prallte, und er kam durch den eintretenden Druckverlust ums Leben. Gleich wie Andrejew wurde Dolgow posthum mit dem Ehrentitel Held der Sowjetunion ausgezeichnet.

## Legendenbildung, Dolgow als angeblicher „lost cosmonaut“
Wie in solchen Fällen üblich, wurden die genauen Todesumstände von Dolgow von den sowjetischen Behörden nicht im Detail mitgeteilt, es wurde lediglich gemeldet, Dolgow sei „in Ausübung seiner Pflichten“ verstorben. Dies führte, in Verbindung mit Berichten westlicher Geheimdienste über eine Raketenexplosion in Baikonur, später zur irrtümlichen Annahme, Dolgow sei während des misslungenen Raketenstarts zu einer geheimen Wostok-Mission im Oktober 1960, einige Monate vor Gagarins legendärem Flug, der im April 1961 stattfand, ums Leben gekommen. Die in der DDR erscheinende Luftfahrt-Zeitschrift Aerosport teilte 1964 in einer Ausgabe mit, Dolgow sei „1962 bei einem Forschungssprung aus einer Höhe von 24.500 m mit sofortiger Öffnung des Fallschirms tödlich verunglückt“.
Eine weitere Version besagt, Dolgow sei irgendwann vor Gagarins Wostok-Flug (April 1961) mit einer Wostok-Kapsel aus einem Flugzeug abgeworfen worden, um das Ausstiegssystem zu testen, und sei dabei durch ein Leck im Raumanzug ums Leben gekommen. Diese Variante ist unter anderem in dem im Spiegel 1973 vorabgedruckten Buch Moskaus großer Bluff von Leonid Wladimirow nachzulesen. Sie findet sich auch im Roman The Chief Designer des amerikanischen Science-Fiction-Autors Andy Duncan, einer fiktiven Biographie des sowjetischen Raketenkonstrukteurs Sergej Koroljow.